# Seksmisja
Seksmisja è un film del 1984 diretto da Juliusz Machulski. 
È una commedia fantascientifica, molto popolare in Polonia, tanto da essere considerata un cult.

## Trama
Maximilian Paradys e il biologo Albert Starski si offrono volontari per un esperimento di criogenia. Uno dei due è un papà separato che lascia la figlia di pochi anni con una madre alienante. Per un errore si risvegliano solo nel 2044, dopo 53 anni di ibernazione, in un mondo in cui gli esemplari maschi della razza umana si sono auto-distrutti in una guerra nucleare e le donne vivono passivamente sotto terra e sotto un regime femminista. Gli viene detto che la superficie della terra è radioattiva e che le donne riescono a tenere in vita la specie umana attraverso la partenogenesi.
Capiscono presto che qualcosa non torna, quando vedono la scuola di indottrinamento in cui le femministe insegnano alle donne che i maschi praticavano la violenza di genere uccidendo le donne con i cavatappi. Esprimendo la propria mascolinità, i due disobbediscono alle leggi del regime femminista. Vengono sottoposti ad un processo, in cui le femministe sostengono che Copernico ed Einstein erano donne oppresse dagli uomini. Provano a sostenere le ragioni degli uomini, ma nessuno gli crede.
Le femministe li condannano alla castrazione. Una specie di dottoressa Mengele del femminismo si incarica di compiere l'operazione: il papà riconosce sua figlia, che, diventata adulta vittima di alienazione genitoriale (PAS) è caduta nella misandria femminista. Una scienziata riscopre l'amore e li aiuta a fuggire. Piuttosto che vivere nella dittatura femminista scelgono di morire da uomini liberi: escono in superficie. Scoprono che non è vero che la terra è radioattiva. In una villa con giardino incontrano la dittatrice, che confessa la grande menzogna femminista: dopo aver ucciso gli uomini, fanno vivere le donne sotto terra ingannandole con la storia delle radiazioni.

## Produzione
Le riprese si sono svolte in Polonia: a Łeba, a Łódź (le riprese della casa di Sua Eccellenza) e nella miniera di sale di Wieliczka.

## Distribuzione

### Date di uscita
Di seguito sono riportate le date di uscita e i titoli son cui il film è stato distribuito:
- 14 maggio 1984 in Polonia (Seksmisja)
- ottobre 1984 (al Chicago International Film Festival) negli Stati Uniti d'America (Sexmission)
- 12 luglio 1985 in Germania Est
- 8 settembre 1985 (al Figueira da Foz Film Festival) e febbraio 1986 (al Fantasporto Film Festival) in Portogallo (Missão sexual)
- 6 febbraio 1986 in Ungheria (Szexmisszió)
- 8 maggio 1986 in Germania Ovest (Sex Mission)
- 1992 a Hong Kong

### Home video
Il 25 gennaio 2005 il film è stato pubblicato in DVD in Polonia dalla Polart.

## Accoglienza
Nel 2005, attraverso i risultati dei sondaggi delle riviste cinematografiche polacche Cinema e Esensja e il sito Stopklatka.pl è stato votato dal pubblico come il miglior film polacco degli ultimi trent'anni. Tuttavia, questa valutazione da parte del pubblico è in disaccordo con le classifiche di film polacchi fatte dai critici cinematografici professionisti.
Su Rotten Tomatoes il film ha ricevuto il 91% di giudizi positivi da parte del pubblico.

### Critica
Qui il tema può essere letto come brillante satira politica di un regime oscurantista, ma anche quale parabola [...] di un processo storico dominato dall'uomo dal cui esito distruttivo occorre riconquistare una nuova libertà in armonia con le leggi del sentimento e della ragione.»
(Fantafilm)

## Riconoscimenti
Nel 1984 ha ricevuto il premio Złota Kaczka per il miglior film.